# Andriasa
Andriasa là một chi bướm đêm thuộc họ Sphingidae.

## Các loài
- Andriasa contraria - Walker, 1856
- Andriasa mitchelli - Hayes, 1973